# Número de Jacobsthal
En matemáticas, los números de Jacobsthal son una sucesión de números enteros nombrada en honor al matemático alemán Ernst Jacobsthal. Esta sucesión tiene relación con la de Fibonacci, de hecho, es un caso particular de sucesión de Lucas en el que cada uno de los términos de la sucesión se define de forma recursiva como el término anterior (P = 1) más dos veces el anterior a ese (Q = -2)—, siendo los dos primeros términos de la sucesión iguales a 0 y 1, respectivamente. Los primeros números de Jacobsthal ((sucesión A001045 en OEIS)) son:
0, 1, 1, 3, 5, 11, 21, 43, 85, 171, 341, 683, 1365, 2731, 5461, 10923, 21845, 43691, 87381, 174763, 349525, …

## Números de Jacobsthal
Los números de Jacobsthal se definen por la siguiente relación recursiva:
{\displaystyle J_{n}={\begin{cases}0&{\mbox{if }}n=0;\\1&{\mbox{if }}n=1;\\J_{n-1}+2J_{n-2}&{\mbox{if }}n>1.\\\end{cases}}}
Dado un número de Jacobsthal Jn, el siguiente viene dado por la siguiente fórmula:
{\displaystyle J_{n+1}=2J_{n}+(-1)^{n}.\,}
También es posible calcular un número de Jacobsthal sin necesidad de conocer los anteriores, mediante la fórmula:
{\displaystyle J_{n}={\frac {2^{n}-(-1)^{n}}{3}}.}

## Números de Jacobsthal-Lucas
Los números de Jacobsthal-Lucas conservan la relación de recurrencia, Ln-1 + Ln-2, de los números de Jacobsthal, pero utilizan las condiciones iniciales de los números de Lucas, es decir, L0 = 2, y L1 = 1. A partir de ahí, los números de Jacobsthal-Lucas se definen de la siguiente forma:
{\displaystyle L_{n}={\begin{cases}2&{\mbox{if }}n=0;\\1&{\mbox{if }}n=1;\\L_{n-1}+2L_{n-2}&{\mbox{if }}n>1.\\\end{cases}}}
El número de Jacobsthal-Lucas siguiente a uno dado también satisface:
{\displaystyle L_{n+1}=2L_{n}-3(-1)^{n}.\,}
Los números de Jacobsthal-Lucas también se pueden calcular sin necesidad de conocer los precedentes mediante la siguiente fórmula:
{\displaystyle L_{n}=2^{n}+(-1)^{n}.\,}
Estos son los primeros números de Jacobsthal-Lucas (A014551):
2, 1, 5, 7, 17, 31, 65, 127, 257, 511, 1025, 2047, 4097, 8191, 16385, 32767, 65537, 131071, 262145, 524287, 1048577, …

## Relación con otras categorías de números
1. Los números primos de Jacobsthal son precisamente los números de Wagstaff. Si Jp es primo, entonces se cumple que p también es primo.
2. Los números de Jacobsthal-Lucas de la forma {\displaystyle L_{2^{n}}} son los números de Fermat.
3. Los números primos de Jacobsthal-Lucas son los números de Mersenne y se cumple que su índice también es primo.